# Genowefa Czubak
Genowefa Czubak (ur. 1904, zm. 12 października 1982) – polska zakonnica, „Sprawiedliwa wśród Narodów Świata”.

## Życiorys
W trakcie II wojny światowej przebywała w klasztorze żeńskim w Prużanie, na Polesiu. Była przełożoną. W lutym 1942 r. zachorowała i potrzebowała pomocy. Udzieliła jej żydowska lekarka, Olga Goldfajn, która posiadała stosowne przepustki umożliwiające poruszanie się poza miejscowym gettem dla Żydów. Przepisane leki pomogły Czubak, przez co między paniami nawiązała się bliska zażyłość. Na początku listopada przygarnęła żydowską lekarkę pod swój dach w klasztorze, gdy ta podjęła nieudaną próbę samobójczą, chcąc ubiec Niemców dążących do likwidacji getta. Kiedy po pięciu tygodniach władze niemieckie zaczęły interesować się nieobecnością dr Goldfajn, ta 10 grudnia 1942 r. musiała ponownie wrócić do getta. W tym samym czasie wyszedł na jaw fakt ukrywania Żydówki. Informacja dotarła do Matki Generalnej, która za karę zwolniła s. Genowefę z funkcji przełożonej. Mimo to, dalej pomagała Goldfajn. Siostra Genowefa podjęła decyzję, że obie opuszczą Prużanę. Siostry z domu wyprawiły je do podróży, a Goldfajnowej kazały założyć habit zakonny. Niejaki Michalczyk przyjechał po kobiety swoim wozem. Miała przy sobie tylko karty z Arbeitsamtu – tę dla dr Goldfajn wystawiono na nazwisko „s. Helena Wysocka”. Po drodze spotkały niemieckich żandarmów. Jak sama wspominała po latachː 
„Ile ja w tym momencie przeżyłam strachu, nie jestem w stanie opisać! Gdyby zażądali dowodów, zginęłabym ja, oddałby życie Bogu ducha winien Michalczyk i przepadłyby wszystkie siostry”.  
Goldfajn i Czubak zatrzymywały się u gospodarzy i utrzymywały z niewielkich kwot, jakie dawali im ludzie. Udało im się szczęśliwie przetrwać do lipca 1944 r. i wkroczenia Armii Czerwonej. Po wojnie siostra Genowefa nie otrzymała zgody na powrót do zakonu. Ukrywana przez nią Goldfajn wyjechała do Francji.  
26 czerwca 1980 r. Instytut Jad Waszem uhonorował Genowefę Czubak medalem „Sprawiedliwy wśród Narodów Świata”.